# Cercopithecus campbelli
Cercopithecus campbelli (Мавпа Кемпбела) — примат з роду Мавпа (Cercopithecus) родини мавпові (Cercopithecidae).

## Опис
Має защічні мішки для зберігання продуктів харчування під час їх збирання. Це білохвоста мавпи пофарбована зверху в жовтувато-зелений колір, знизу — світліша. Морда з синюшним відтінком з рожевою областю рота і білою бородою. Довжина тіла від 35 до 55 сантиметрів, вага до 6 кг.

## Поширення
Країни: Кот-д'Івуар; Гамбія; Гана; Гвінея; Гвінея-Бісау; Ліберія; Сенегал; Сьєрра-Леоне. Цей вид зустрічається в найрізноманітніших видах тропічних лісів, включаючи низовинні ліси, галерейні ліси, мангрові зарості, савани. Обидва підвиди, C. c. campbelli й C. c. lowei зустрічаються у вторинних лісах і площах сільського господарства.

## Стиль життя
Ці тварини є денними і деревними. Розміри груп для цього виду коливається в межах від 8 до 13 осіб, які складаються з одного самця, декількох самиць і пов'язаного потомства. Споживає фрукти, листя, комах. Цей вид є територіальним і він захищає свою територію від інших груп. Це дуже соціальні тварини, вони спілкуються цілим рядом звуків або жестів.
Самиця народжує одне маля приблизно через п'ять місяців вагітності. Мати дозволяє іншим самицям піклуватися про своє немовля. Дитинчата віднімають від грудей у віці близько року і досягають статевої зрілості у віці двох-трьох років.

## Загрози та охорона
Основними загрозами є полювання і втрата середовища існування в результаті збезлісення.
Цей вид занесений до Додатка II СІТЕС і класу B Африканського Конвенції про збереження природи і природних ресурсів. Цей вид як відомо, живе в більшості охоронних територій у межах свого ареалу.